# Karl August Ludwig Feder
Karl August Ludwig Feder (* 1790 in Göttingen; † 9. Januar 1856 in Darmstadt) war ein deutscher Philologe und Bibliothekar.

## Leben
Feder war der Sohn des Göttinger Professors der Philosophie Johann Georg Heinrich Feder und wurde bereits 1797 noch als Kind an der Universität Göttingen immatrikuliert. Er wurde 1807 als Student Mitglied der Hannöverschen Landsmannschaft und am 18. Januar 1809 Mitstifter des Corps Hannovera. Nach Beendigung seiner Studien im Herbst 1809 führten ihn wissenschaftliche Reisen im Stile einer Grand Tour durch Italien, Frankreich, Spanien und England. 1818 promovierte er an der Universität Heidelberg zum Dr. phil. und nahm dort 1819 eine Tätigkeit als Privatdozent auf.
Er wurde Lehrer und Erzieher der Prinzen Ludwig III. und Karl von Hessen-Darmstadt, die mit ihrer Mutter Wilhelmine Luise von Baden zeitweilig in Lausanne lebten. 1820 erhielt er die Titel eines Professors und Hofrates. Mit dem Regierungsantritt von Großherzog Ludwig III. im Jahr 1830 wurde er als Nachfolger von Andreas Schleiermacher Direktor der Hofbibliothek in Darmstadt, aus der die heutige Universitäts- und Landesbibliothek Darmstadt hervorging. Diese Stelle behielt er bis zu seinem Lebensende und wurde für seine Amtsführung von dem Großfürsten gemeinsam mit seinem Bruder Prinz Karl noch nach dem Tod durch eine Gedenkplatte am Grabmal geehrt.

## Schriften
- In Agamemnonis Aeschylei carmen epodicum primum. Heidelberg, 1819
- J. G. H. Feder’s Leben, Natur und Grundsätze. 1825
- Excerpta e Polybio. 3. Bände, Darmstadt 1848–55